# Fântânele (Suceava)
Fântânele es una comuna ubicada en el distrito de Suceava, Rumania.

## Superficie
Posee una superficie de 40,53 kilómetros cuadrados.

## Demografía
Hasta 2021 la población era de 4327 habitantes, con una densidad de población de 106,8 habitantes por kilómetro cuadrado.